# Hampton Roads

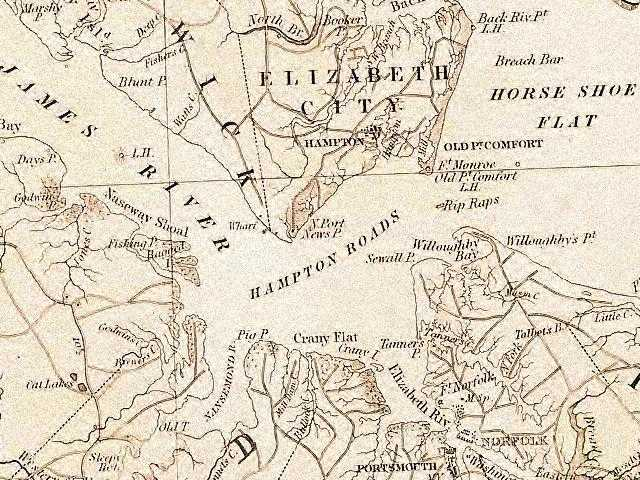
Kaart uit 1859 met Hampton Roads in het midden

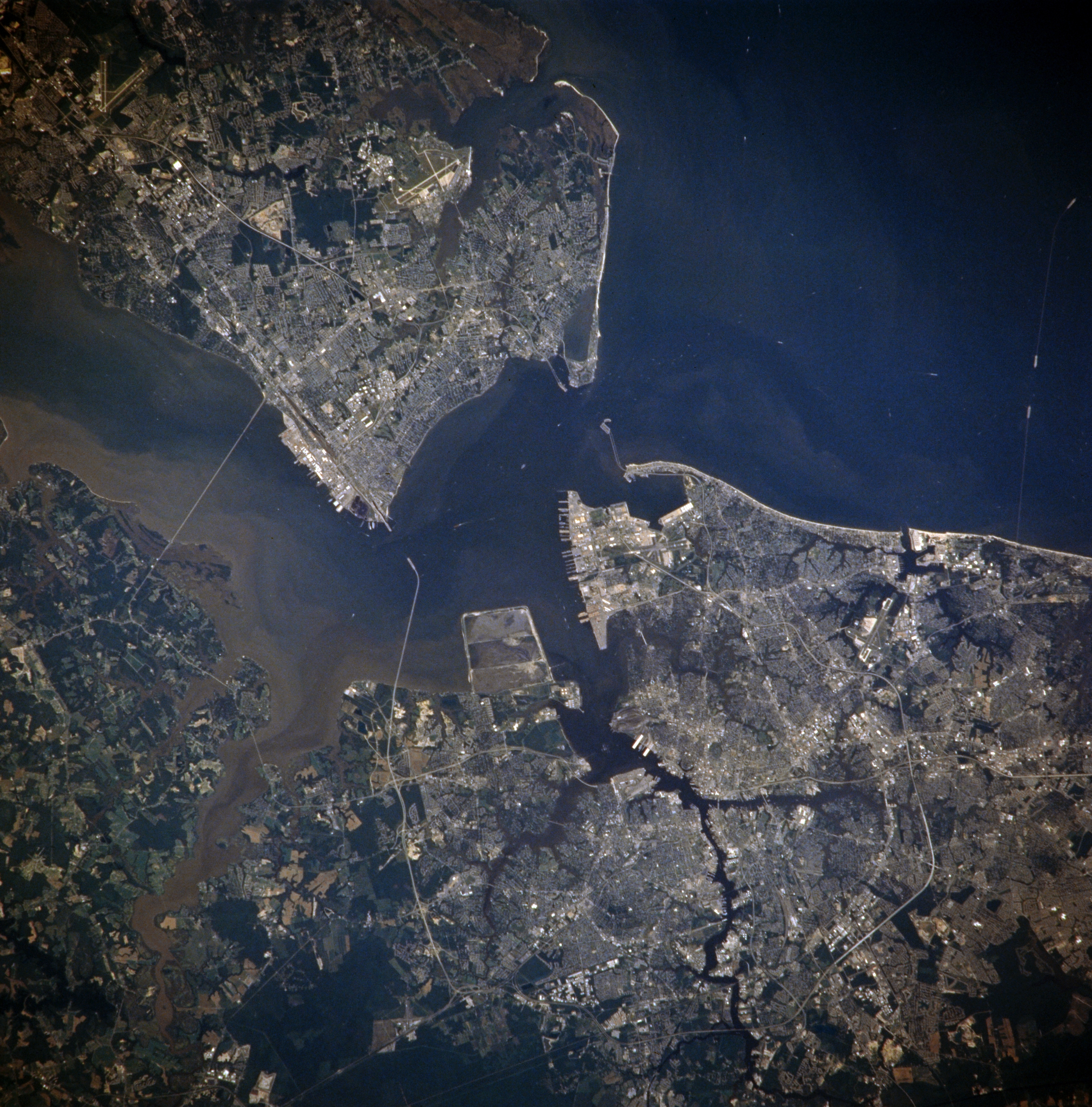
Satellietfoto van de regio, lichtgrijs geeft bebouwd gebied aan (1996)

Hampton Roads is het watergebied dat de verbinding vormt tussen de Atlantische Oceaan en Chesapeake Bay. In deze baai monden diverse rivieren uit, waaronder de James, en het geheel vormt een zeer goede natuurlijke haven. Hampton Roads heeft een lange militaire geschiedenis en er liggen veel forten om deze belangrijke waterweg te verdedigen.
Hampton Roads is tegenwoordig ook de gebruikelijke naam van het metropolitane gebied rondom de gelijknamige waterpartijen in Virginia in het oosten van de Verenigde Staten. Het gebied heet officieel Virginia Beach-Norfolk-Newport News, VA-NC MSA en bestaat uit de steden Chesapeake, Hampton, Newport News, Norfolk, Portsmouth en Virginia Beach. In het gebied wonen in totaal meer dan 1,6 miljoen mensen.